# Сонвон
Сонвон — уезд (кун) в провинции Чагандо Северной Кореи. Уезд граничит с Уси и Копхуном на севере, Тонсином на востоке, и Хучоном на юге, а также с уездом Тончхан провинции Пхёнан-Пукто на западе. Первоначально часть Чхосана, Сонвон был создан в 1949 году.
Реки Чхончхон и Сунман протекают через уезд. Местность гористая, горы Пинандок и Чогырён возвышаются на юге Сонвона. Самые высокие вершины находятся на севере, высочайшей является Кэмбон, 1744 м над уровнем моря. Климат континентальный, но относительно влажный, мороз начинается в начале октября и кончается в конце апреля.
93 % графства покрыта лесными массивами. Разводят крупный рогатый скот, выращивают кукурузу и рис. На реке Чунман была сооружена плотина с ГЭС и водохранилищем площадью 67 км ²(завершено в 1980 году).